# Mušḫuššu
Mušḫuššu (𒈲𒄭𒄊; prije čitano kao sirrušu, sirrush) ili Mushkhushshu (engleski izgovor: "Mush·khush·shu") je biće iz Mezopotamske mitologije. Mušḫuššu je mitološka hibridna životinja prekrivena krljuštima sa stražnjima nogama koje liče na orlove kandže te prednjima koje liče na lavlje noge. Mušḫuššu ima dug vrat i rep. Na glavi ima rogove i grivu te zmijski jezik. Najpoznatiji prikaz Mušḫuššua je na rekonstruiranim babilonskim Ištarinim dverima iz 6. stoljeća pr. Kr.
Oblik mušḫuššu je akadski nominativ sumerskoga 𒈲𒄭𒄊 MUŠ.ḪUS, „crvenkasta zmija“ (engleski: reddish snake), „siilna zmija“ (engleski: fierce snake). Jedan autor, ožda slijedeći druge, preveo je kao „blistava zmija“ (engleski: splendor snake) (𒈲 MUŠ je sumerski izraz za zmiju). Čitanje drugoga djela kao sir-ruššu je rezultat pogrešnoga prevođenja u ranoj asiriologiji.

## Povijest
Mušhuššu se već pojavio u sumerskoj religiji i umjetnosti, pa tako i na vazi za libaciju koju je sumerski vladar Gudea posvetio Ningišzidi.
Mušḫuššu je sveta životinja Marduka i njegovoga sina Nabua tijekom Novobabilonskoga Kraljevstva. Marduk ga je preuzeo od Tišpaka, mjesnoga boga Ešnune.
Zviježđe vodena zmija je u babilonskim astronomskim tekstovima zvano Bašmu, „zmija“ (𒀯𒈲, MUL.dMUŠ). Prikazivano je s ribljim torsom, zmijskim repom, lavljim prednjim šapama, orlovim stražnjim nogama, s krilima, i s glavom usporedivom s mušḫuššuovom.
- Kipić boga Marduka iz 9. stoljeća pr. n. e.; njegov zmaj Mušḫuššu nalazi se pored njegovih nogu. Bila je to glavna kultna slika Marduka u Babilonu.
- Pečat iz doba kasne asirske države, iz 8. stoljeća pr. n. e.; prikazuje štovatelja između Nabua i Marduka, koji stoje na Mušḫuššuu.
- Zmajeva glava iz vremena Novobabilonskog Kraljevstva (od 626. pr. n. e. do 539. pr. n. e.); nalazi se u zbirci muzeja Louvre

## Vanjske poveznice
- The Excavations at Babylon